# Ferdinand Urban
Ferdinand Urban (12. ledna 1825 Praha – 16. května 1879 Praha) byl rakouský podnikatel v pivovarnictví a politik německé národnosti z Čech, poslanec Českého zemského sněmu.

## Biografie
Pocházel ze starobylé pražské měšťanské rodiny. Rodině Urbanových po několik generací patřil pivovar U Vořechovských v Liliové ulici (dům U Voříkovských). Jeho manželkou byla dcera bývalého pražského primátora Václava Vaňky. Působil jako sládek, majitel pivovaru a realit v Praze na Malé Straně. Byl členem pražské obchodní a živnostenské komory. Zasedal v ředitelství Ústavu pro zaopatření a zaměstnání slepých v Čechách. V roce 1877 získal titul císařského rady. Byl viceprezidentem Jednoty českého pivovarnického průmyslu a zastupujícím členem ředitelství České spořitelny. Roku 1866 mu byl udělen Zlatý záslužný kříž.
V 70. letech se zapojil i do vysoké politiky. V zemských volbách v roce 1878 byl zvolen na Český zemský sněm, kde zastupoval kurii obchodních a živnostenských komor, obvod Praha. Patřil k tzv. Ústavní straně, liberálně a centralisticky orientovaná, odmítající federalistické aspirace neněmeckých etnik.
Zemřel v květnu 1879 ve věku 54 let. Zemřel po dlouhé nemoci na Brightsche Krankheit a byl pohřben na Olšanských hřbitovech.